# Gaby Jouval
Gaby Jouval (* 17. Januar 1892 in Paris; † 26. Juni 1946 in Zürich), eigentlich Gabrielle Antoinette Desirée Schuppisser-Jouval, war eine bekannte schweizerische Modedesignerin und Unternehmerin französischer Herkunft. Sie war Inhaberin eines international bekannten Haute-Couture-Ateliers mit angeschlossener Damenhut-Abteilung in Zürich. In den 1940er Jahren waren ihre Modelle für die Mode in der Schweiz richtungsgebend und wurden auch im Ausland in diesen Jahren sehr erfolgreich.

## Biografie

### Kindheit und Jugend
Gaby Jouval war Tochter von Gabriele (1860–1930) und von Caroline, geb. Soeneaux (1860–1917). Der Vater arbeitete in einem Papiergeschäft als Prokurist. Sie hatte zwei Schwestern, die eine blieb in ihrem Erwachsenenleben in Paris und die andere wanderte nach Amerika (USA oder Montevideo) aus. Nach dem Besuch eines Mädchenpensionats in Paris wechselte Gaby Jouval auf die Gewerbeschule. Darauf folgte eine Lehre als Modistin. Anschliessend ging sie 1913 nach München, um Deutsch zu lernen. Sie arbeitete dort in einem bekannten Hutsalon und konnte bereits internationale Modefachleute auf sich aufmerksam machen.

### Niederlassung in Zürich
Jouval wurde in München von einem Zürcher Hutfabrikanten abgeworben und begab sich deshalb im Jahr 1915 vom 15. März bis 1. September sowie vom 12. Oktober bis 26. November nach Zürich und wohnte bei der Modistin und Unternehmerin Claire Bouissou (1872–1933) an der Beethovenstrasse 11. Sie wohnte von 1916 bis 1924 bei einer Frau Kopp an der Lavaterstrasse 69. Nach zweimaligem Wohnungswechsel wohnte sie von 15. August 1925 bis am 31. März 1931 bei Thekla Nievergelt an der Gotthardstrasse 64. Ab dem 1. April 1931 wohnte sie in ihrer eigenen Wohnung zusammen mit einer Haushaltshilfe (Dienstmädchen). Es handelte sich um eine für damalige Verhältnisse noble Drei-Zimmer-Wohnung an der Alfred-Escher-Strasse 27.
Gaby Jouval arbeitete in Zürich anfänglich bei der Firma Bliss und war kurz darauf ab Februar 1916 im Haute Couture Maison Claire der Inhaberin Claire Bouissou tätig. Sie entwarf Modelle der Haute-Couture und designte Hüte. Sie wurde bis zur Betriebsleiterin befördert und investierte selber sehr viel eigenes Kapital in das Unternehmen. Im August 1930 eröffnete Gaby Jouval ihr eigenes Haute-Couture-Geschäft in Konkurrenz zum bestehenden Geschäft von Claire Bouissou an der Gartenstrasse 33 in Zürich. Bei diesem unternehmerischen Schritt half ihr ihr langjähriger Freund, der Kaufmann und Maler Wilhelm «Willy» Gottfried Schuppisser. Sie beschäftigte rund 70 bis 80 Angestellte. Die meisten Angestellten und auch einen grossen Teil der Kundschaft übernahm sie vom Maison Claire. Die ehemalige Arbeitgeberin Claire Bouissou starb am 23. März 1933 nach einer kurzen Krankheitszeit; das Maison Claire wurde danach aufgelöst.
Zu ihrer Kundschaft gehörten reiche Persönlichkeiten aus der Schweiz und dem Ausland. Es war durchaus üblich, dass einige Kundinnen vom Ausland nach Zürich flogen, um bei ihr einzukaufen. Gaby Jouval reiste umgekehrt auch häufig zu der Kundschaft ins Ausland, damit diese dort ihre neuen Entwürfe anprobieren konnten. Wenn Bestellungen erfolgten, liess sie diese unter Hochdruck produzieren und ihre Angestellten Überstunden machen, obwohl sie keine Bewilligung dafür hatte. Sie wurde deswegen sieben Mal zwischen 1930 und 1933 gebüsst.

### Einbürgerung, Heirat und Tod
Im September 1933 stellte Gaby Jouval ein Einbürgerungsgesuch und wurde schliesslich Schweizerin. Im Jahr 1939 liess sie vom Architekt Karl Egender eine Villa am Mythenquai nach ihren Wünschen umbauen. Am 20. Oktober 1940 heiratete sie ihren langjährigen Freund Willy Schuppisser, den sie ungefähr 25 Jahre vorher kennengelernt hatte. Es war Willy Schuppissers zweite Ehe. Ihr Ehemann kümmerte sich um die geschäftlichen Belange und pflegte die Beziehungen zu ihren Kunden. Ihre Modelle konnte sie auch im Ausland, wie beispielsweise Schweden oder den Vereinigten Staaten absetzen. Im Hotel Palace in St. Moritz stellte sie am 28. Dezember 1943 die Frühlingsmodelle vor. Wenige Tage danach, erlitt Gaby Jouval eine Hirnblutung und wurde ins Spital gebracht. Sie fiel ins Koma und starb am 26. Juni 1946 in Zürich an den Folgen. Ihr Mann führte das Geschäft noch einige Jahre weiter und gab es in den 1950er Jahren auf.